# Краснокутський заказник
Краснокутський — ентомологічний заказник місцевого значення. Об'єкт розташований на території Краснокутської селищної громади Богодухівського району Харківської області на захід від смт Краснокутськ.
Площа — 4 га, статус отриманий у 1984 році.
Охороняється балка зі степовою та лучною рослинністю, що впадає у річку Котелевка. У заказнику поширені угруповання степових та лучних комах з низкою рідкісних видів, серед яких корисні комахи-запилювачі люцерни: андрени, галікти, мелітти, мелітурги, евцери, рофітоїдес сірий.